# 薛浩然
薛浩然（英語：Kingsley Sit Ho-yin，1949年－），香港測計師，曾任香港立法局議員、新界鄉議局議員及屯門區議員。他是鄉議局前任主席劉皇發的妹夫、現任主席劉業強的姑丈。

## 簡歷
薛浩然於1988年香港立法局選舉時，在南九龍選舉團間接選舉中，當選香港立法局議員，曾任屯門區委任議員等。
薛浩然是現任鄉議局研究中心主任，主要對香港和新界的歷史、政治和文化進行研究，此外亦長期研究西藏的政治和宗教關係。著有《為誰風露立中宵——劉皇發言論集》、《香港的郊野公園：發展、管理與策略》、《新界小型屋宇政策研究：歷史、現狀與前瞻》、等書。2018年2月，其所著《中國夢、中國革命與中國共產黨》於香港出版發行。近年著有《香港馬照跑——東西方文化融匯下的香港賽馬事業》。

## 著作
- 《誰為風露立中宵——劉皇發言論集》
- 《香港郊野公園法規彙編——從1976年草案首讀到法例訂立與其後所作出的修訂過程》
- 《香港的郊野公園：發展、管理與策略》
- 《香港農業的復興——香港新農業政策研討論文集》
- 《新界小型屋宇政策研究——歷史、現狀與前瞻》
- 《詩詞畫意中的新界》
- 《中國夢、中國革命與中國共產黨》
- 《香港新界「祖堂」土地問題——歷史、現狀與前瞻》
- 《就如何釋放和綜合利用新界祖堂土地問題之意見書》
- 《薛浩然評論集——時事·政治·歷史·宗教·文化》
- 《香港馬照跑——東西方文化融匯下的香港賽馬事業》
- Country Parks Ordinance and Regulations of Hong Kong: A Legislative Review——1976 to 2013
- Land of "Tso/Tong" — peculiar collective Land holding in Hong Kong’s New Territories︰A review of its history, culture characteristics and legal implications

## 家庭成員
薛浩然與太太劉麗芳有一子一女：薛大公、薛匯文。